# 임영주
임영주(1976년 3월 8일~)는 대한민국의 은퇴한 축구 선수이며 현 지도자이다. 선수 시절 포지션은 미드필더이다. 현재 동국대학교사범대학부속고등학교 축구부의 감독을 맡고 있다.

## 축구인 경력

### 선수 경력
1999년 동국대학교를 졸업하고 K리그 드래프트에서 3순위로 대전 시티즌에 입단하였다. 데뷔 시즌 리그 21경기에 출전하여 2골을 기록하는 좋은 활약을 펼쳤다.
2007 시즌 종료 후 선수 생활을 마감하였다. 2008년 4월 6일 대전과 인천과의 경기에서 은퇴식이 열렸으나 "마음만 받겠다."며 불참하였다.

### 지도자 경력
동국대학교의 코치를 거쳐 2013년 동국대학교사범대학부속고등학교의 감독으로 부임하였다.한때 동국대학교 감독직을 제의 받았으나 아무성과 없이 다른팀으로 가는 것이 마음에 내키지 않아 현 학교에 감독으로 남아있다.선수시절 자신의 경험을 고등학교 선수들에게 알려주며 명가재건의 목표를 향해 나아가는 중이다 김성현